# Thyridolepis mitchelliana
Thyridolepis mitchelliana är en gräsart som först beskrevs av Christian Gottfried Daniel Nees von Esenbeck, och fick sitt nu gällande namn av Stanley Thatcher Blake. Thyridolepis mitchelliana ingår i släktet Thyridolepis och familjen gräs. Inga underarter finns listade i Catalogue of Life.